# Меген, Альбер-Франсуа де Крой
Альбер-Франсуа де Крой (фр. Albert-François de Croÿ; ок. 1615 — 9 октября 1674, Намюр) — граф ван Меген (де Меген), сеньор де Крезек, князь Священной Римской империи, военачальник и государственный деятель Испанских Нидерландов, губернатор Намюра.

## Биография
Происходил из ветви де Крезек, младшей в линии дю Рё дома де Крой. Сын Франсуа-Анри де Кроя, графа ван Мегена (ум. 1616) и Онорин ван Виттхем (ум. 1643).
Офицер испанской службы. 21 марта 1659 назначен губернатором и командующим войсками графства Намюр, на место умершего в предыдущем году Клода де Лабома, князя де Кантекруа. Возглавлял войска провинции в ходе Деволюционной и Голландской войн.
В 1668 году был пожалован Карлом II в рыцари ордена Золотого руна.
В 1673 году получил в качестве заместителя Лум Обера. Незадолго до смерти Альбера-Франсуа на случай болезни или отсутствия губернатора эвентуальным командующим намюрскими войсками был назначен граф де Раш.

## Семья
Жена (27.07.1659): Мари-Мадлен Эжени де Ганд-Вилен (1622—1684), дочь Филиппа-Ламораля де Ганд-Вилена, графа д'Изенгьена, и Маргариты-Изабеллы де Мерод, вдова Фердинанда-Филиппа де Мерода, графа де Вестерло (ум. 1658)
Брак бездетный.